# Asygyna huberi
Asygyna huberi är en spindelart som beskrevs av Ingi Agnarsson 2006. Asygyna huberi ingår i släktet Asygyna och familjen klotspindlar.
Artens utbredningsområde är Madagaskar. Inga underarter finns listade.